# Jurij Gagarin
 "Gagarin" omdirigeres hertil. For anden betydning, se Gagarin (månekrater).
Jurij Aleksejevitj Gagarin (russisk: Юрий Алексеевич Гагарин, tr. Jurij Aleksejevitj Gagarin; født 9. marts 1934 i Klusjino, Smolensk oblast, død 27. marts 1968 i Novosjolova, Vladimir oblast) var sovjetisk kosmonaut, der var den første mand i rummet i 1961.
Gagarin blev født som det tredje af fire børn i Gsjatsk, hvor hans forældre arbejdede på et kollektiv. I 1955 fik han sit flyvecertifikat, samtidig med at han afsluttede sin uddannelse som mekaniker. Han begyndte derefter den militære pilotuddannelse. Her mødte han Valentina Gorjatjeva, som han giftede sig med i 1957 efter at være blevet militærpilot i en MiG-15. Han blev derpå udstationeret på en luftbase i Murmansk.
I 1960 blev Gagarin sammen med 20 andre udvalgt til kosmonaut. De gennemgik et hårdt træningsprogram, og på baggrund af denne træning skulle det første menneske i rummet vælges. Valget stod mellem ham og German Titov. Gagarin blev valgt, muligvis influeret af hans personlighed og beskedne opvækst. Han var kun 157 cm høj, og der var meget lidt plads i rumskibet.
Den 12. april 1961 blev Gagarin det første menneske i rummet, da han blev sendt op med Vostok 1. Efterfølgende er han blevet sat i forbindelse med citatet Jeg ser ingen Gud heroppe. Efterfølgende gennemlytninger af båndoptagelsen af rejsen viste sig dog ikke at indeholde et sådant citat. I stedet er han blevet kendt for at nynne melodien "Faderlandet hører, Faderlandet ved".
Han blev straks en verdenskendt berømthed og rejste vidt og bredt som ambassadør for Sovjetunionen. Jurij Gagarin besøgte sammen med hustruen, Valentina, Danmark i 1962, hvor han var i audiens hos Kong Frederik 9. og overværede desuden skolernes idrætsdag i Gladsaxe Kommune[kilde mangler].
Fra 1963 sad han i Den Øverste Sovjet, men vendte tilbage til Stjernebyen, hvor han arbejdede med udvikling af genbrugelige rumskibe og blev træningsleder. I 1967 var han  reservepilot på Sojus 1.
Gagarin omkom ved en flyveulykke under en træningsflyvning med en MiG-15 nær Moskva i 1968. Han er stedt til hvile i Kremlmurens nekropolis på Den Røde Plads i Moskva.

## Mindesmærker
Der findes utallige mindesmærker for Jurij Gagarin, især i lande der tidligere hørte under Sovjetunionen, og i de tidligere Warszawapagt-lande, men også i den vestlige verden er Gagarin blevet mindet.
- Mindesmærke ved Karlovy Vary Lufthavnen i det vestlige Tjekkiet.
- Monumentet i Jurij Gagarin Parken i Poznan i Polen.
- Statue på The Mall i London.
- Statue ved Jurii Gagarin Ringgaden, i Erfurt i Tyskland.
- 10-rubel-mønt udgivet i 40-året for Gagarins rumfærd.
- Museum for Gagarin indrettet i det hus hvor han boede under sin skoletid.
- Den brasilianske præsident Jânio Quadros udsmykker Gagarin, 1961.
- Sovjetisk frimærke, 1964